# Robatkarim
Robatkarim (perski: رباطكريم) – miasto w Iranie, w ostanie Teheran. W 2006 roku miasto liczyło 62 937 mieszkańców w 16 675 rodzinach.